# نخست‌وزیر عراق
نخست‌وزیر عراق (به عربی: رئیس وزراء العراق) رئیس دولت عراق و فرمانده کل نیروهای مسلح عراق است. محمد شیاع السودانی از ۲۷ اکتبر ۲۰۲۲، نخست‌وزیر عراق است.

## آژانس‌های تابع مستقیم
اداره مبارزه با تروریسم، سرویس اطلاعات ملی، سرویس امنیت ملی، هسته اطلاعاتی فالکونز و حشد شعبی مستقیماً به نخست‌وزیر گزارش می‌دهند. سی‌تی‌بی عراق بر فرماندهی ضد تروریسم عراق نظارت دارد، تشکیلاتی که شامل تمام نیروهای عملیات ویژه عراق است. از ۳۰ ژوئن ۲۰۰۹، به مدت یک سال قانونی در دست اجرا بود تا سی‌تی‌بی عراق به یک وزارت‌خانه جداگانه تبدیل شود.

## جایگاه
دفتر نخست‌وزیری در ساختمان الزقوره در منطقه سبز بغداد واقع شده است.